# Rolf Wedewer
Rolf Wedewer (* 13. September 1932 in Münster; † 26. Oktober 2010 in Leverkusen) war ein deutscher Kunsthistoriker, Kurator und Museumsdirektor.

## Leben und Wirken

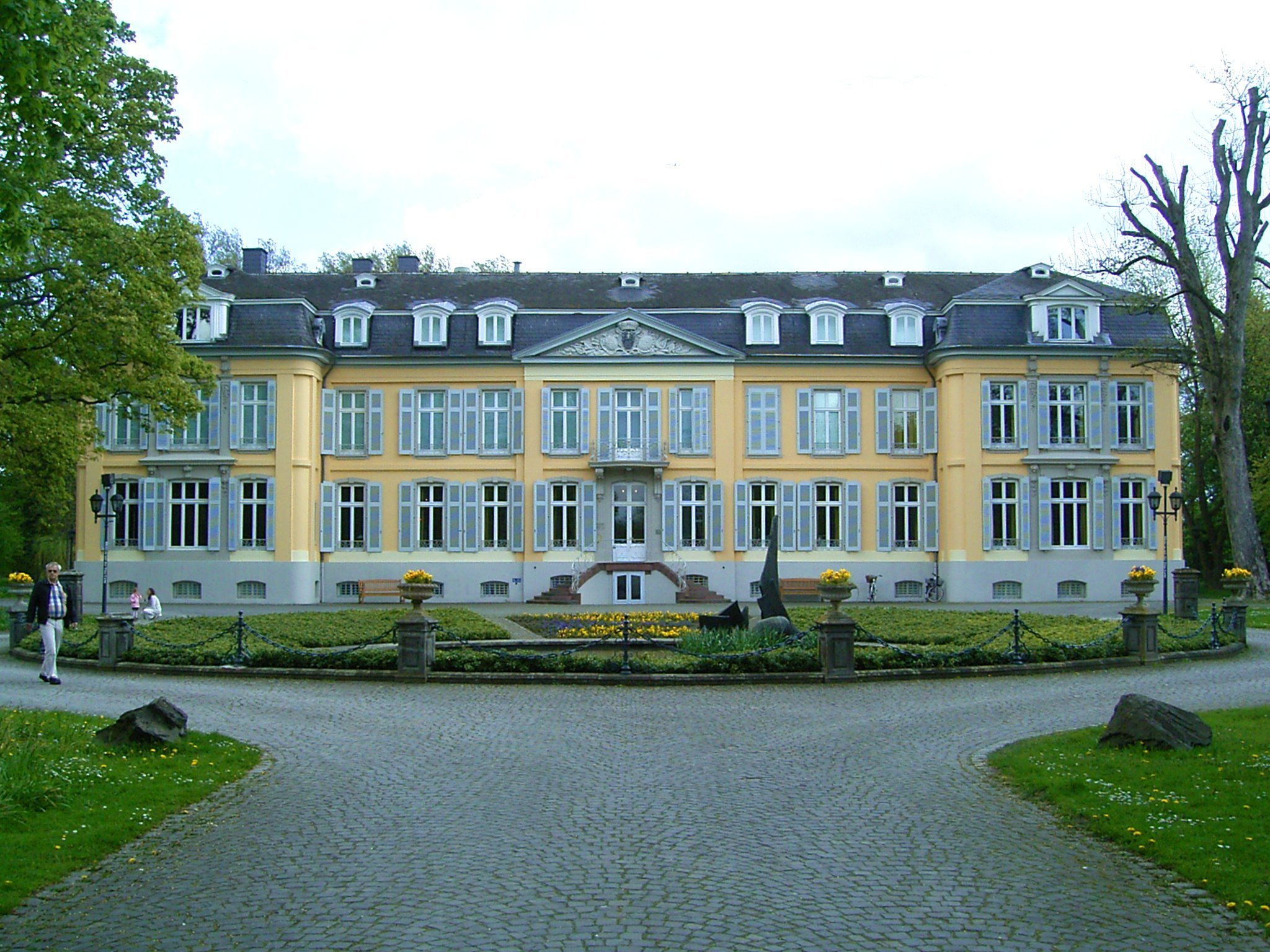
Schloss Morsbroich, 2008

Wedewer wurde als Sohn des Malers Josef Wedewer geboren. Er studierte Kunstgeschichte, Geographie, Philosophie und Germanistik an der Universität Münster und wurde dort aktives Mitglied der katholischen Studentenverbindung KStV Cimbria im KV. Nach der Promotion war er für den Rundfunk, die Frankfurter Allgemeine Zeitung und das Zweite Deutsche Fernsehen journalistisch tätig. Bis 1970 war er Sekretär der Deutschen Sektion der Association Internationale des Critiques d’Art (AICA). Von 1965 bis 1995 war Wedewer Direktor des Städtischen Museums Leverkusen (Museum Morsbroich) im Schloss Morsbroich in Leverkusen, wobei er seine Ankaufs- und Ausstellungspolitik vor allem dem europäischen Informel (unter anderen Peter Brüning, Karl Fred Dahmen, Bernard Schultze, Emilio Vedova), den Neuen Tendenzen (Piero Manzoni, Lucio Fontana), der ZERO, Op-Art, der Analytischen Malerei und der Monochromie widmete. Er war Verfasser zahlreicher Bücher zur Modernen Kunst. 1999 erhielt er den Kurt-Lorenz-Preis, Leverkusen. Im Jahr 2001 wurde ihm der Verdienstorden des Landes Nordrhein-Westfalen verliehen. Rolf Wedewer war 2005 der Initiator des Projektes, im Museum Morsbroich ein Sammlungs- und Forschungszentrum zu Wolf Vostell und der Fluxus-Bewegung in Nordrhein-Westfalen einzurichten, das aber nicht realisiert werden konnte.
Wedewer war Rotarier und lebte im Leverkusener Stadtteil Schlebusch. Er war mit Ursula Wedewer-Böcker verheiratet, ihre gemeinsame Tochter ist die Kunsthistorikerin Susanne Wedewer-Pampus.

## Schriften
- mit Lothar Romain: Über Beuys. 1972.
- Bildbegriffe. Anmerkungen zur Theorie der neuen Malerei. Kohlhammer, 1982, ISBN 3-17-083007-4.
- Zur Sprachlichkeit von Bildern. Ein Beitrag zur Analogie von Sprache und Kunst. DuMont, 1985, ISBN 3-7701-1770-0.
- Landschaftsmalerei zwischen Traum und Wirklichkeit. Idylle und Konflikt, DuMont Reiseverlag, Ostfildern, 1986, ISBN 3-7701-0354-8
- Hinweise auf Wolf Vostell. In: Wolf Vostell, Retrospektive 92. Hrsg.: Rolf Wedewer, Edition Braus, Heidelberg, 1992, ISBN 3-925520-44-9
- Form und Bedeutung. Primitivismus, Moderne, Fremdheit, Buchhandlung König, 2000, ISBN 978-3-88375-415-4
- Die Malerei des Informel: Weltverlust und Ich-Behauptung, Deutscher Kunstverlag, 2007, ISBN 978-3-422-06560-4